# Nothrus jaliscoensis
Nothrus jaliscoensis är en kvalsterart som beskrevs av Palacios-Vargas och Carlos G. Iglesias 1997. Nothrus jaliscoensis ingår i släktet Nothrus och familjen Nothridae. Inga underarter finns listade i Catalogue of Life.